# Meranoplus laeviventris
Meranoplus laeviventris  (лат.) — вид мелких муравьёв рода Meranoplus из подсемейства Myrmicinae (Formicidae).

## Распространение
Южная Азия: Индия, Китай, Лаос, Мьянма, Таиланд.

## Описание
Мелкие муравьи, покрытые многочисленными волосками. Отличаются от близких видов дорзально обрезанным петиолем; промезонотальный щит с одной парой полупрозрачных окон. 
Длина рабочих муравьёв 4,1 — 4,5 мм, длина головы 0,98 — 1,07 мм (ширина 0,95 — 1,05 мм). Основная окраска тела коричневая.  Усики 9-члениковые с булавой из 3 вершинных члеников. Максиллярные щупики 5-члениковые, нижнечелюстные щупики из 3 члеников. Мандибулы вооружены 4 зубцами. Грудь высокая, пронотум слит с мезонотумом, образуя единый склерит с окаймлённым дорзумом. Стебелёк между грудкой и брюшком состоит из двух члеников: петиолюса и постпетиолюса (последний четко отделен от брюшка), жало развито, куколки голые (без кокона). Валидный статус подтверждён в ходе ревизии, проведённой в 1998 году австрийским мирмекологом Штефаном Шёдлем (Stefan Schödl; 1957—2005).